# Bildschirmschoner

Starfield-Bildschirmschoner

Ein Bildschirmschoner, auch Screensaver genannt, ist ein Computerprogramm, das nach einer einstellbaren Zeit der Inaktivität sämtlicher Eingabegeräte automatisch gestartet wird und die Anzeige auf dem Bildschirm variiert. Die Bandbreite reicht von einem schwarzen Bildschirm über einfache Farbwechsel bis zu aufwendigen 3D-Bildschirmschonern, die zum Teil einen hohen Unterhaltungswert haben, allerdings auf Kosten von Rechenzeit.
Er wird normalerweise beendet, sobald über ein Eingabegerät Daten empfangen werden (z. B. durch Bewegen der Maus oder Tastendruck auf der Tastatur).

## Zweck

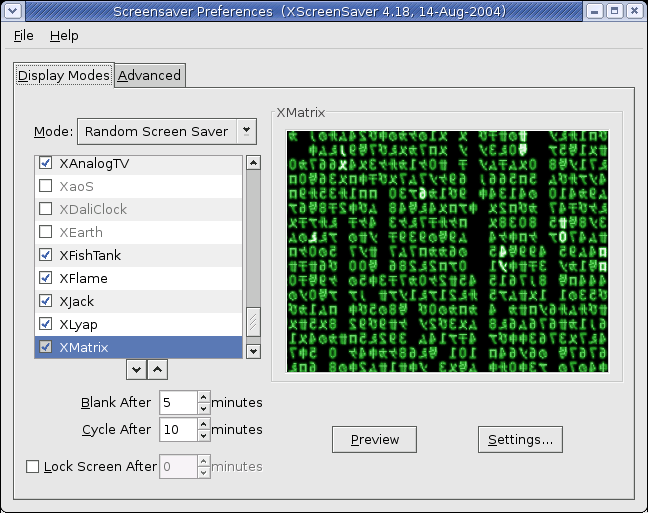
Konfigurationsoberfläche von XScreenSaver: Auswahl eines Bildschirmschoners im Matrix-Stil

Der Zweck von Bildschirmschonern lag ursprünglich darin, zu verhindern, dass sich während längerer Arbeitspausen ein konstant anstehendes Bild in die Röhrenbildschirme der 1980er und frühen 1990er Jahre einbrennen würde. Bei moderneren Röhrenmonitoren sowie LCD- und Plasmabildschirmen besteht die Gefahr des Einbrennens nicht mehr, so dass Bildschirmschoner hier nur noch zur Unterhaltung oder aus Gründen des Datenschutzes verwendet werden. Erneut relevant werden könnten Bildschirmschoner jedoch mit dem Aufkommen von OLED-Displays, deren Leuchtkraft nach vielen Betriebsstunden abnimmt, allerdings wird dies dadurch abgeschwächt, dass so gut wie alle modernen Bildschirme über Energiesparmodi verfügen, wodurch der Bildschirm auch einfach abgeschaltet werden kann. Bestimmte Bildschirmschoner verhindern, dass Unbefugte während der Abwesenheit eines Benutzers sehen können, was auf dem Bildschirm steht. Die optionale Aufforderung zur Eingabe eines Passwortes für die Reaktivierung der Arbeitsoberfläche beim Beenden des Bildschirmschoners kann zudem unerlaubten Zugriff verhindern.

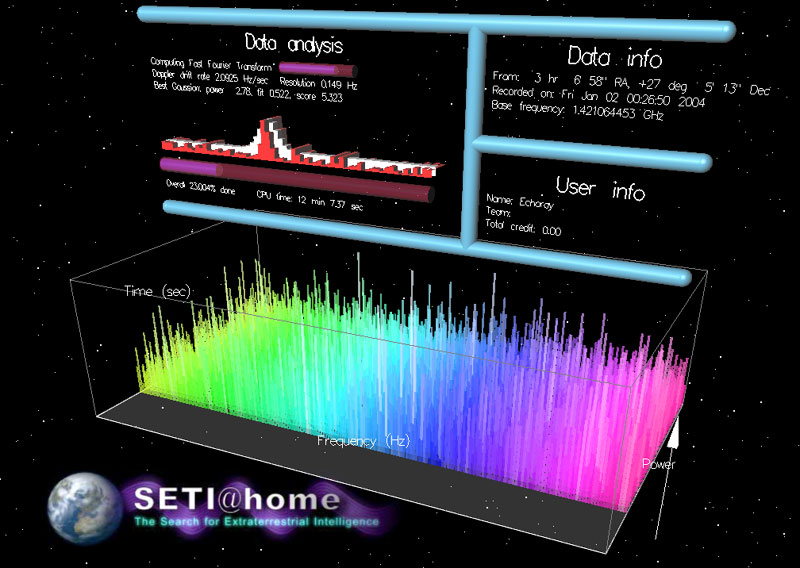
Der Bildschirmschoner des SETI@home-Client mit BOINC

Der erste, weltweit kommerziell erfolgreiche Bildschirmschoner war 1989 After Dark, dessen Modul Flying Toasters bis heute besonderen Kultstatus genießt.

### Verteiltes Rechnen
Oft bieten auch Programme für verteiltes Rechnen einen Bildschirmschoner an. Hier stellen Benutzer ihre ungenutzte Rechenkapazität für wissenschaftliche Berechnungen zur Verfügung. Der Bildschirmschoner informiert hier den Benutzer über die aktuell stattfindenden Berechnungen. In der Regel kann er deaktiviert werden, um mehr Kapazität für die eigentliche Berechnung zur Verfügung zu stellen.

## Stromverbrauch
Gegen die Verwendung von Bildschirmschonern spricht der durch sie verursachte Stromverbrauch. Zum einen müssen sowohl Prozessor (CPU) als auch – bei aufwendigen Bildschirmschonern – Grafikkarten Rechenzeit aufwenden, während der Computer möglicherweise sonst nichts erledigt. Zum anderen muss auch der Monitor weiterlaufen. Während dies in den 1980er und 1990er Jahren noch keine Rolle spielte, da CPUs bei Inaktivität ohnehin weiterliefen und das An- und Ausschalten von Röhrenmonitoren relativ lange dauerte, können moderne Personal Computer meist sämtliche Komponenten schon bei kürzerer Nichtbenutzung in einen Energiesparmodus versetzen. Moderne Flachbildschirme können zudem die Hintergrundbeleuchtung schon nach kurzer Nichtbenutzung ausschalten und so effektiv Strom sparen.

## Technik

### DOS
Unter DOS gab es noch kein einheitliches Format für Bildschirmschoner; es waren Programme (*.COM oder *.EXE) erhältlich, die ein speicherresidentes Programm laden (ähnlich einem Treiber), das nach einiger Zeit den Bildschirmschoner startet, bis wieder eine Eingabe stattfindet. Ein Nachteil war der Verbrauch von (damals knappem) Hauptspeicher. Bei einigen Programmen wie dem Norton Commander konnte man den programmeigenen Bildschirmschoner starten, indem man den „Mauszeiger“ in die obere rechte Ecke (auch „Schlafecke“ genannt) bewegte. Bei Norton Desktop für Windows 3.11 war die „Schlafecke“ und eine weitere Ecke „Nie einschlafen“ in den Einstellungen wählbar.

### Microsoft Windows
| Parameter | Bedeutung |
| --------- | --- |
| /S        | startet den Bildschirmschoner im Vollbildmodus. |
| /C        | öffnet das interne Konfigurationsmenü. |
| /P X      | lässt das Programm im Vorschaumodus laufen, X ist hierbei ein zweiter Parameter, der das Handle auf einen Fensterbereich darstellt, in dem die Vorschau gezeigt werden soll. |

Unter dem Betriebssystem Windows sind Bildschirmschoner-Programme in der Regel an der Dateiendung .scr zu erkennen.
Es handelt sich dabei um ausführbare Dateien, deshalb können sie auch in .exe umbenannt werden. Die Funktionen „Konfigurieren“ und „Testen“, die beim Anklicken der scr-Dateien im Windows-Explorer im Kontextmenü zu finden sind, werden an das ausführbare Programm per Befehlszeilenparameter übergeben.
Die Parameter können von System zu System unterschiedlich sein, so müssen Bildschirmschoner auf alle möglichen Schreibweisen reagieren, wie z. B. Kleinbuchstaben oder „-“ statt „/“.

### Mac OS X
Unter Mac OS X haben Bildschirmschoner die Dateiendung .savers oder .qtz. Sie befinden sich, abhängig davon, welche Benutzer auf sie zugreifen dürfen, unter /System/Library/Screen Savers/, /Library/Screen Savers/ sowie im Benutzerverzeichnis unter /Users/BENUTZERNAME/Library/Screen Savers/.

### X Window System

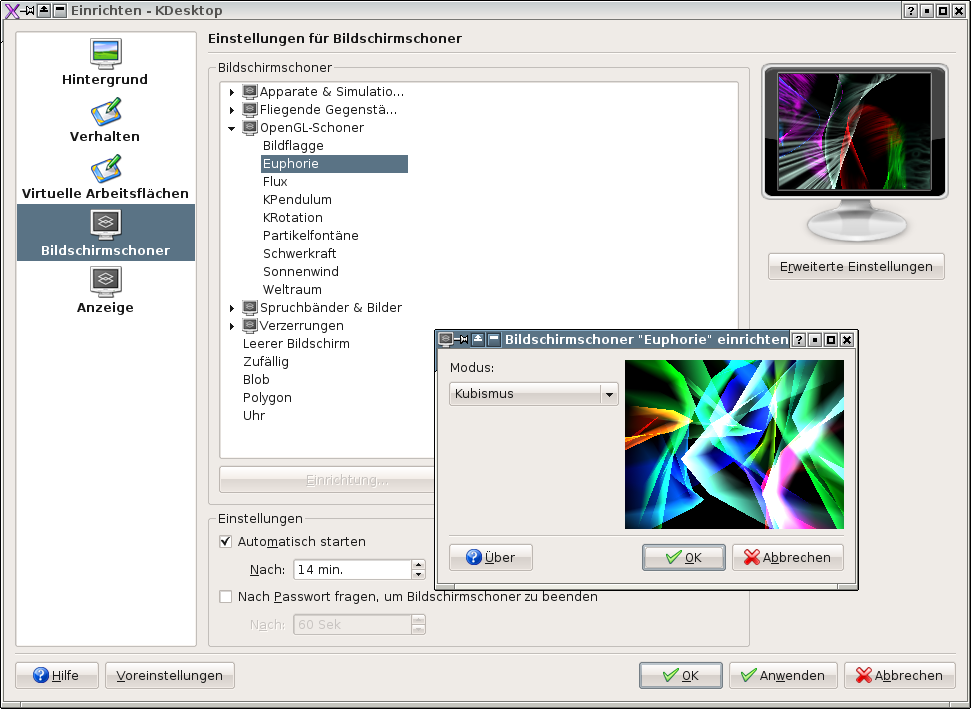
Konfigurationsmenü von kscreensaver

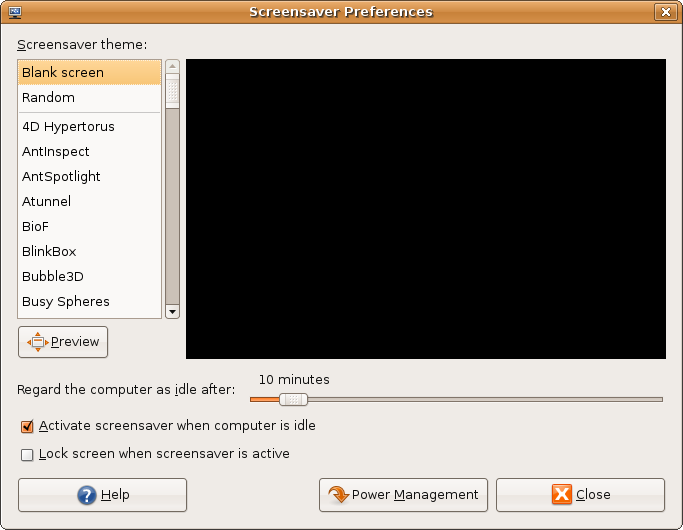
Konfigurationsmenü von gnome-screensaver

Unter freien unixoiden Systemen, die als grafische Benutzeroberfläche das X Window System nutzen, ist XScreenSaver verbreitet. Die Desktopmanager KDE und GNOME haben eigene Bildschirmschoner (kscreensaver bzw. gnome-screensaver).

## Andere Bildschirme als Computermonitore
Mittlerweile finden sich Bildschirmschoner auch häufig auf Handys, früher auch auf PDAs. Hier dienen sie aber kaum zur Schonung der Displays, sondern nur zur Unterhaltung der Benutzer. Bei einigen Handys sind Bildschirmschoner einfache animierte GIF-Dateien oder eine simple Zeitanzeige, um Energie zu sparen.
Auch DVD-Spieler bieten oft eine Bildschirmschonfunktion nach längerer Anzeige eines Standbildes.

## Angewandte Kunst
Van den Dorpels Bildschirmschoner „Event listeners“ wurde durch den Ankauf durch das  MAK – Museum für angewandte Kunst das erste Kunstwerk überhaupt, das von einem Museum mit der Kryptowährung Bitcoin bezahlt wurde.